# Rosette (botanique)
Pour l’article homonyme, voir Rosette.

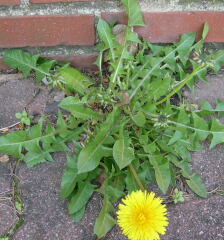
Rosette de feuilles à la base d'un pissenlit.

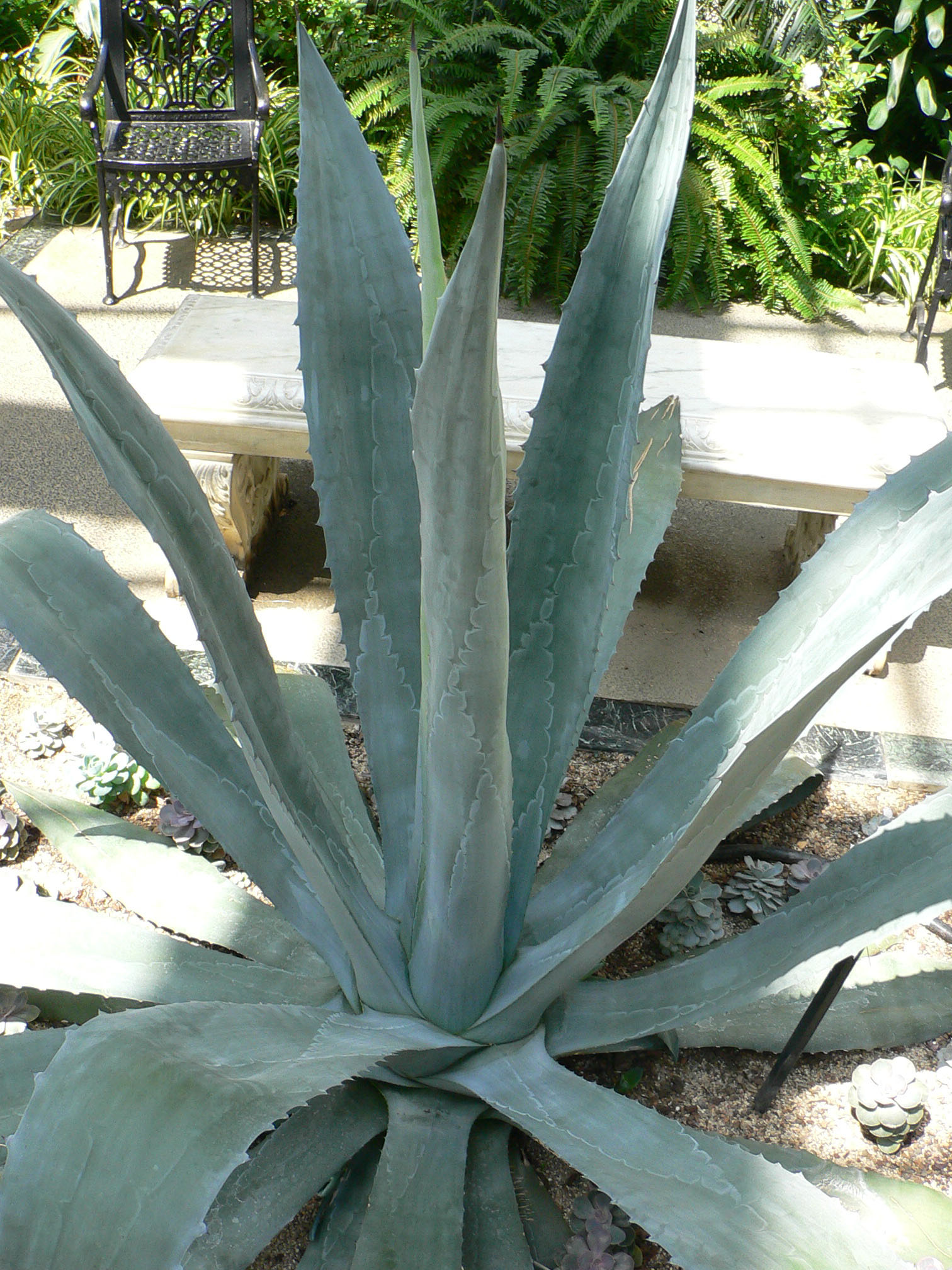
Agave americana dont les feuilles sont formées en rosette.

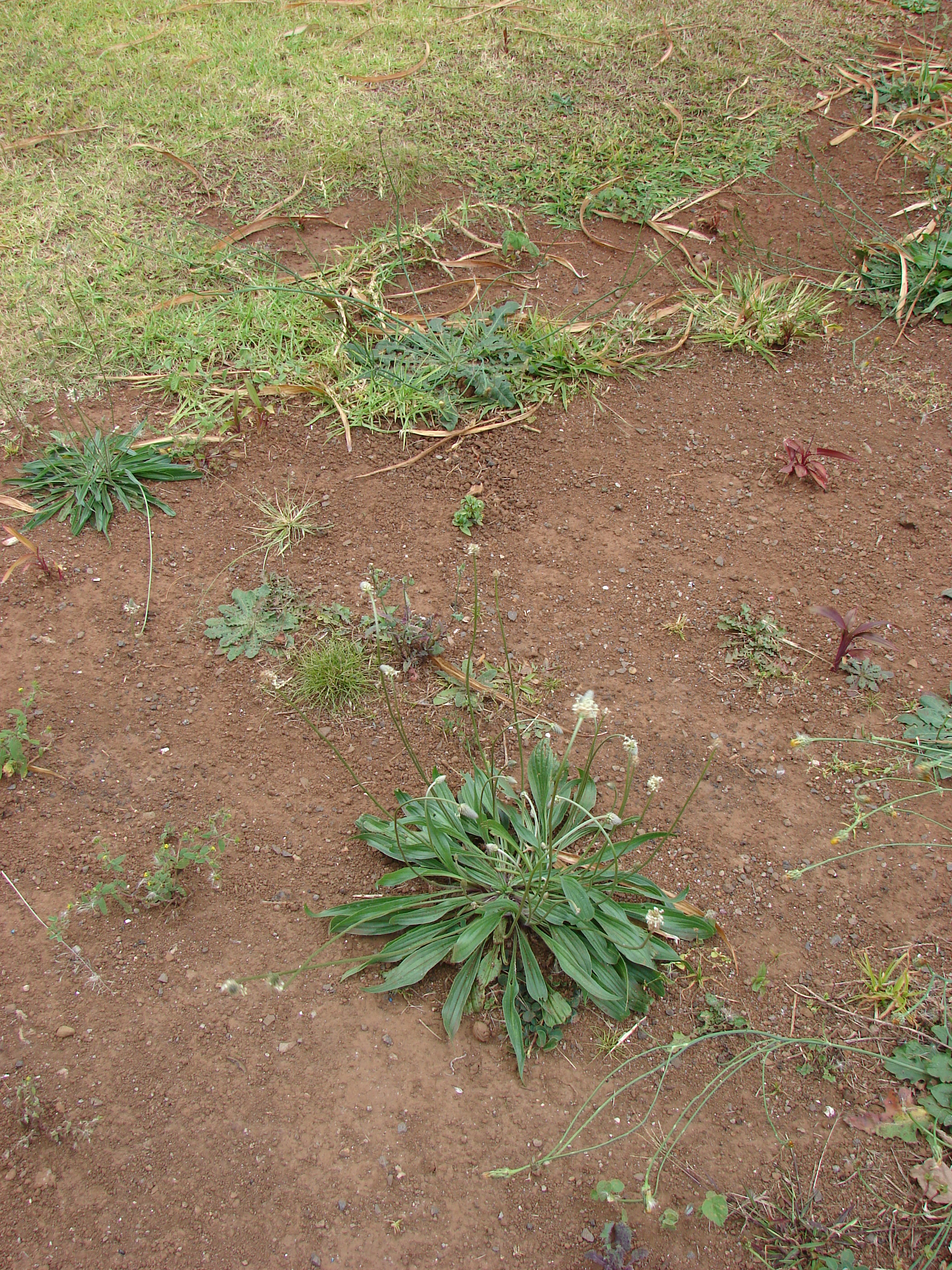
La multiplication végétative par division de la souche qui soutient une rosette est fréquente chez le Plantain, assurant une grande mobilité végétative à cette plante.

En botanique, la rosette est un ensemble de feuilles étalées en cercle à partir du collet de la plante.
Bien que les rosettes se développent généralement près du sol, leur structure est un exemple de modification d'une tige.
Souvent, les rosettes apparaissent sur les plantes vivaces dont la partie supérieure du feuillage meurt en protégeant la végétation restante, telles que les fougères.
Une autre forme de rosette se produit lorsque les entrenœuds de la tige principale se sont raccourcis à l'extrême rassemblant tous les départs de feuilles à la base de la plante, comme dans la laitue, le pissenlit et certaines  plantes succulentes. 
La rosette de nombreuses plantes se prolonge dans le sol sous forme d'une racine pivotante. C'est par exemple le cas du pissenlit.

## Protection et mobilité végétative
La rosette telle que celle du pissenlit favorise la résistance à l'arrachement par l'homme ou par les animaux qui broutent : les feuilles se détachent et s'arrachent facilement, mais on manque de prise pour arracher la racine pivotante qui reste intacte.
Un autre type de protection est assuré par la rosette caulescente que l'on trouve par exemple dans le genre botanique Espeletia en Amérique du Sud et qui présente une tige très développée au-dessus du sol.
Dans les environnements tropicaux en montagne, une grande variété de plantes de différentes familles et dans différentes parties du monde ont évolué ainsi. Avec des rosettes persistantes au-dessus de feuilles marcescentes (c'est-à-dire de feuilles mortes, mais restant attachées sur la plante). Cela améliore la survie des plantes, retient davantage l'eau et protège du froid intense. Comme exemples Espeletia schultzii et Espeletia timotensis, dans la cordillère des Andes,.
Dans de nombreux cas, la souche ou les feuilles de la rosette basale émettent des racines adventives. Ces plantes qui ont ainsi la capacité de coloniser l'espace à courte distance par reproduction asexuée ou clonale, se développent particulièrement dans les formations végétales à dominante herbacée, soumises à la pression des herbivores et au labourage qui contrarient le développement des plantes rosettées. La croissance peut se faire de manière rapide par un réseau très dispersé avec peu de ramifications (stratégie dite « guérilla » avec occupation de sites peu défendus et abandon rapide des sites devenus défavorables) ou à l'inverse, lentement par un réseau très agrégé (stratégie « phalange » avec occupation durable des sites colonisés). Ces stratégies confèrent aux plantes à rosettes un grand pouvoir compétitif et détermine en grande partie la mobilité végétative. Cette mobilité par croissance clonale est également modulée par des facteurs biotiques et abiotique de la plante : compétition pour la lumière au cours des stades précoces de la succession végétale, perturbations (sécheresse récurrente, action anthropique), richesse du sol. La mobilité végétative combinée à l'établissement de nouveaux individus issus de graines par reproduction sexuée expliquerait la dynamique végétale dans un milieu donné.

## Taxonomie
De nombreuses  familles végétales présentent des espèces avec rosette :
- Asteraceae ex. la laitue ou le pissenlit (genre Taraxacum)
- Brassicaceae ex. le chou
- Toutes les Bromeliaceae où la rosette sert aussi à recueillir l'eau de pluie sous forme d'une petite cuvette, dans laquelle des débris végétaux et animaux constituent des apports nutritifs
  - Billbergia
  - Ananas
  - Vriesia
  - Guzmania
  - Tillandsia
- Des fougères
  - Blechnum fluviatile, encore appelée fougère d'eau de Nouvelle-Zélande ou Kiwikiwi
- Rosaceae ex. : Dryas octopetala - Dryade à huit pétales
- Caryophyllaceae ex. : Silene nutans
- Toutes les Agavaceae avec des feuilles sortant de la rosette armées d'épines acérées
- Liliaceae : ex. Aloe